# Frieda Hempel
Frieda Hempel (n. 26 de junio de 1885 – † 7 de octubre de 1955) fue una soprano de coloratura alemana nacida en Leipzig. Murió en Berlín.

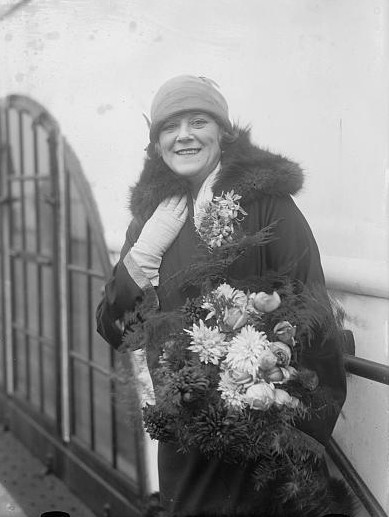

Muy apreciada como recitalista, destacó en una variedad de óperas de Mozart a Wagner, de Verdi a Strauss.
Cantó en la Ópera de la Corte de Berlín a pedido del Kaiser Guillermo II y en las más grandes casas líricas de Europa y América. Cantó en el Metropolitan Opera entre 1912 y 1919 y fue la primera Mariscala de El caballero de la rosa en el estreno de Nueva York. En el Met fue sucedida por Amelita Galli-Curci y a menudo impersonaba a la célebre Jenny Lind.